# Amadeus IX av Savojen
Amadeus IX av Savojen (italienska: Amadeo IX de Saboya), född 1 februari 1435 i Thonon-les-Bains i Savojen, död 30 mars 1472, var regerande hertig av Savojen från 1465 till 1472. 
Amadeus föräldrar var hans företrädare på tronen, Ludvig I av Savoyen, och Anna av Cypern.